# Jocelyn Toynbee
Jocelyn Mary Catherine Toynbee (3 de marzo de 1897, Paddington, Londres – 31 de diciembre de 1985, Oxford) fue una arqueóloga inglesa e historiadora de arte. "A mediados del siglo XX fue la erudita británica principal en estudios artísticos romanos y una reconocida autoridad en este campo en el mundo."

## Biografía
Era la hija de Harry Valpy Toynbee, secretario de la Sociedad de Organización de la Caridad, y su mujer Sarah Edith Marshall (1859@–1939); su hermano Arnold J. Toynbee fue un historiador universal notable.
Se educó en Winchester Instituto para Niñas y (como su madre) en Newnham College, Cambridge, donde obtiene un Primer en Classical Tripos.
Fue tutora en clásicos en St Hugh College, Oxford (1921–1924) conferenciante en clásicos en la Reading University, y desde 1927 miembro y directora de estudios en clásicos en Newnham. En 1931 fue nombrada conferenciante en clásicos en Cambridge antes de devenir la cuarta Laurence profesora de Arqueología Clásica (1951–1962). Se le otorgó la medalla del Royal Numismatic Society en 1948. Fue elegida Miembro honorario extranjera de la Academia americana de Artes y Ciencias en 1973.

## Obra
- El Hadrianic escuela: un capítulo en la historia de arte griego, 1934
- Medallones romanos, 1944
- Algunas Notas en Artistas en el Mundo Romano, Bruselas, 1951
- El Ara Pacis Reconsideró, Proc. Brit. Acad. ,1953
- (Con J.B. Ward-Perkins) El Shrine de St Peter y las Excavaciones de Vaticano, 1956
- El Flavian Alivios del Palazzo delle Cancellaria en Roma, 1957
- Arte en Gran Bretaña Romana, 1962
- Arte en Gran Bretaña bajo los romanos, 1964
- El Arte de los romanos, 1965
- Muerte y Entierro en el Mundo Romano, 1971
- Animales en Arte y Vida Romanos, 1973
- Los Tesoros de Arte Romanos del Templo de Mithras 1986